# Ace Ventura – Ein tierischer Detektiv
Ace Ventura – Ein tierischer Detektiv ist ein US-amerikanischer Spielfilm der Gattung Komödie aus dem Jahr 1994. Die Regie führte Tom Shadyac, das Drehbuch schrieben Jack Bernstein und Jim Carrey. Die Hauptrollen spielten Jim Carrey und Courteney Cox.
Der Film begründete die Popularität von Jim Carrey und wurde mit dem Film Ace Ventura – Jetzt wird’s wild (1995) fortgesetzt. Im Jahre 2009 wurde eine zweite Fortsetzung mit dem Titel Ace Ventura 3 – Der Tier-Detektiv direkt auf DVD veröffentlicht. Die Regie übernahm David M. Evans. Jim Carrey tritt in dem Film nicht wieder auf.

## Handlung
Der Privatdetektiv Ace Ventura beschäftigt sich mit der Suche nach vermissten Tieren. Eines Tages wird er beauftragt, das  Maskottchen Snowflake der Football-Mannschaft Miami Dolphins wiederzufinden. Der Besitzer des Teams droht dem Verwaltungschef Roger Podacter und der Angestellten Melissa Robinson, dass sie entlassen werden, wenn der Delphin nicht bis zum Super Bowl in zwei Wochen wieder da sei, weil ansonsten seine abergläubischen Spieler ohne Chance seien.
Von der ebenfalls ermittelnden Polizei wurde das Wasser des Delphinbeckens herausgelassen. Ventura entdeckt in der Filteranlage einen kleinen roten Bernstein in Dreiecksform und findet später heraus, dass vier davon in einen Meisterring eingefasst wurden, den alle Spieler der 1984er-Mannschaft erhalten hatten. Unverzüglich macht er sich daran, in die Nähe aller Ex-Dolphins-Spieler zu gelangen und deren Ringe an den Händen zu kontrollieren, was ihm zwar gelingt, ohne jedoch einen mit fehlendem Bernstein zu finden. Von Emilio, einem vertrauten Polizeibeamten, erfährt er, dass auch dort die Ermittlungen nicht weiterführten.
Als Podacter von seinem Balkon zu Tode stürzt, kann Ventura in dessen Wohnung anhand einfachster Gegebenheiten den anwesenden Polizisten und deren von einem Selbstmord ausgehenden Chefin Lt. Lois Einhorn erläutern, dass es sich um einen Mord handelt. Ventura vermutet einen Zusammenhang mit der Entführung des Delphins.
Dann entdeckt er ein Meisterfoto mit einem weiteren Spieler, der erst Mitte der Saison dazugestoßen und deshalb auf dem früheren Foto nicht abgebildet ist. Dazu hatte Finkle im Super-Bowl-Finale die mögliche Entscheidung zugunsten der Dolphins in letzter Sekunde vergeben. Finkle ist danach entlassen worden und soll in seine Heimat zurückgekehrt sein. Von dessen Eltern erfährt Ventura, dass er vor acht Jahren aus einer Nervenheilanstalt spurlos verschwunden ist. Seine privaten Sachen sollten sie von dort abholen, haben es aber bislang nicht getan. Finkle gab seinem Mitspieler Dan Marino die Schuld für sein Versagen, weil er ihm den Football mit der Naht innen statt außen hingehalten hatte. In Finkles Zimmer entdeckt Ventura Wut- und Racheparolen gegen Dan Marino. Telefonisch weist er Robinson an, Polizeischutz für Dan Marino zu veranlassen, doch diese kommt um Sekunden zu spät – Marino wird ebenfalls entführt.
Ventura unterrichtet Einhorn in deren Büro über seine Theorie eines Rachefeldzugs von Finkle gegen sein ehemaliges Team und dass Finkle hinter allen drei Fällen stecken könnte. Daraufhin beginnt die ihm sonst gegenüber abweisende Polizeichefin einen aggressiven Flirt mit ihm, den der Tierdetektiv jedoch nicht erwidert.
Ventura lässt sich von Robinson als möglicher künftiger Patient in die Nervenheilanstalt einliefern und findet dort in Finkles Hinterlassenschaften eine Zeitung mit einer Meldung über eine vermisste Anhalterin namens Lois Einhorn. Zuhause wartet eine Nachricht von Emilio auf dem Anrufbeantworter, dass dieser in Einhorns Schreibtisch eine Nachricht von Podacter entdeckt hat, in der dieser sich für einen schönen Abend mit Einhorn bedankt und sich auf den nächsten freut. Ventura findet als Lösung, dass Ray Finkle und Lois Einhorn identisch sind. Er heftet sich an Einhorns Fersen und gelangt in das Bootshaus eines Yachtclubs, wo Dan Marino gefesselt ist und der Delphin im Wasser schwimmt. Ventura kann die Entführer, von Einhorn für Helferdienste gedeckte Kriminelle, ausknocken, wird aber von Einhorn gestellt, die Polizeiverstärkung anfordert und Ventura nun die Entführungen und den Mord anlastet. Als die gesamte Polizei eintrifft, kann Ventura Einhorn die Pistole aus der Hand schlagen und einen Kampf mit ihr gewinnen. Einhorn fordert die Polizisten auf, Ventura zu erschießen, doch Robinson kommt mit Emilio, der ihre Geisel spielt, hinzu und fordert die Polizisten auf, ihre Waffen zu Boden zu legen. Nun sucht der Tierdetektiv seine Theorie den Polizisten zu beweisen, indem er an Einhorns Haaren zerrt, ihre Bluse auf- und die Hose herunterreißt – jedoch ohne Erfolg, bis ihn der hinter ihr befindliche Dan Marino darauf aufmerksam macht, dass Einhorns männliche Geschlechtsteile durch den Schritt nach hinten gebogen sind. Ventura klärt die Polizisten auf, dass Podacter hinter dieses Geheimnis gekommen war und deshalb sterben musste. Von Einhorns Hand zieht er einen Meisterring mit einem fehlenden Bernstein.
Gerade noch rechtzeitig treffen nun der Delphin und Dan Marino im Stadion ein, um zur Halbzeitpause die Zuschauer zu unterhalten bzw. zur zweiten Halbzeit des Super Bowl aufzulaufen.

## Synchronisation
Die deutsche Synchronfassung wurde von Deutsche Synchron Filmgesellschaft mbH & Co. Karlheinz Brunnemann Produktions KG hergestellt, dabei führte Michael Richter die Dialogregie.
| Rollenname                  | Darsteller       | Deutsche Synchronstimme |
| --------------------------- | ---------------- | ----------------------- |
| Ace Ventura                 | Jim Carrey       | Stefan Fredrich         |
| Dan Marino                  | Dan Marino       | Detlef Bierstedt        |
| Doktor                      | David Margulies  | Frank-Otto Schenk       |
| Emilio                      | Tone Loc         | Kurt Goldstein          |
| Lt. Lois Einhorn/Ray Finkle | Sean Young       | Franziska Pigulla       |
| Melissa Robinson            | Courteney Cox    | Elisabeth Günther       |
| Mr. Finkle                  | Bill Zuckert     | Horst Kempe             |
| Mr. Shickadance             | Mark Margolis    | Klaus Jepsen            |
| Mrs. Finkle                 | Alice Drummond   | Christel Merian         |
| Nachbarin                   | Florence Mistrot | Luise Lunow             |
| Roc                         | Tiny Ron         | Helmut Gauß             |
| Roger Podacter              | Troy Evans       | Joachim Kerzel          |
| Ron Camp                    | Udo Kier         | Lutz Riedel             |
| Schroffer Mann              | Randall Cobb     | Tilo Schmitz            |
| Sexy Frau                   | Rebecca Ferratti | Heike Schroetter        |
| Sgt. Aguado                 | John Capodice    | Hans-Werner Bussinger   |
| Vinnie                      | Frank Adonis     | Uwe Paulsen             |
| Woodstock                   | Raynor Scheine   | Thomas Petruo           |

## Kritiken
James Berardinelli schrieb auf ReelViews, die Idee des Films eigne sich für eine Fernsehsendung, die eine halbe Stunde dauere. Der „gestreckte“ Film enttäusche, die Handlung sei „überflüssig“ und die meiste Zeit passiere nichts Sinnvolles.

„Eine dramaturgisch wenig überzeugende Genre-Parodie um einen Privatdetektiv für gestohlene Haustiere. Wer sich auf das niedrige Niveau des Films einlassen mag, macht die Bekanntschaft mit einem begabten Komiker.“

## Auszeichnungen
Jim Carrey gewann für seine Rolle die Filmpreise Blockbuster Entertainment Award, London Critics Circle Film Award und Kids' Choice Award; für den MTV Movie Award und für die Goldene Himbeere wurde er nominiert.
Ira Newborn gewann im Jahr 1995 den Preis der American Society of Composers, Authors and Publishers.

## Hintergründe
Die Produktionskosten betrugen schätzungsweise 12 Millionen US-Dollar. Der Film spielte in den Kinos der USA ca. 72,2 Millionen US-Dollar ein.
Aufnahmen von Uwe von Schamann, dem deutschstämmigen Kicker der Dolphins von 1979 bis 1984, wurden im Film für die Figur des Finkle verwendet.
In dem Musikclub, den Ace betritt, spielt die Band Cannibal Corpse den Song Hammer Smashed Face von ihrem Album Tomb of the Mutilated, das in Deutschland indiziert ist.